# Mandevilla urophylla
Mandevilla urophylla là một loài thực vật có hoa trong họ La bố ma. Loài này được (Hook.) Woodson mô tả khoa học đầu tiên năm 1933.